# Savas-Mépin
Savas-Mépin és un municipi francès situat al departament de la Isèra i a la regió d'Alvèrnia-Roine-Alps. L'any 2007 tenia 793 habitants.

## Demografia

### Població
El 2007 la població de fet de Savas-Mépin era de 793 persones. Hi havia 280 famílies de les quals 32 eren unipersonals (16 homes vivint sols i 16 dones vivint soles), 106 parelles sense fills, 122 parelles amb fills i 20 famílies monoparentals amb fills.
La població ha evolucionat segons el següent gràfic:
Habitants censats

### Habitatges
El 2007 hi havia 301 habitatges, 286 eren l'habitatge principal de la família, 10 eren segones residències i 5 estaven desocupats. 287 eren cases i 11 eren apartaments. Dels 286 habitatges principals, 243 estaven ocupats pels seus propietaris, 39 estaven llogats i ocupats pels llogaters i 5 estaven cedits a títol gratuït; 1 tenia una cambra, 5 en tenien dues, 26 en tenien tres, 93 en tenien quatre i 160 en tenien cinc o més. 264 habitatges disposaven pel capbaix d'una plaça de pàrquing. A 98 habitatges hi havia un automòbil i a 175 n'hi havia dos o més.

### Piràmide de població
La piràmide de població per edats i sexe el 2009 era:
| Homes | Edats   | Dones |
| ----- | ------- | ----- |
| 0     | 95 o +  | 0     |
| 0     | 90 a 94 | 4     |
| 0     | 85 a 89 | 0     |
| 4     | 80 a 84 | 4     |
| 4     | 75 a 79 | 12    |
| 28    | 70 a 74 | 28    |
| 16    | 65 a 69 | 8     |
| 16    | 60 a 64 | 12    |
| 12    | 55 a 59 | 8     |
| 36    | 50 a 54 | 32    |
| 24    | 45 a 49 | 28    |
| 28    | 40 a 44 | 8     |
| 4     | 35 a 39 | 8     |
| 36    | 30 a 34 | 44    |
| 16    | 25 a 29 | 12    |
| 12    | 20 a 24 | 4     |
| 16    | 15 a 19 | 28    |
| 8     | 10 a 14 | 12    |
| 20    | 5 a 9   | 16    |
| 20    | 0 a 4   | 12    |

## Economia
El 2007 la població en edat de treballar era de 509 persones, 377 eren actives i 132 eren inactives. De les 377 persones actives 353 estaven ocupades (194 homes i 159 dones) i 23 estaven aturades (3 homes i 20 dones). De les 132 persones inactives 49 estaven jubilades, 37 estaven estudiant i 46 estaven classificades com a «altres inactius».

### Ingressos
El 2009 a Savas-Mépin hi havia 297 unitats fiscals que integraven 797,5 persones, la mediana anual d'ingressos fiscals per persona era de 18.989 €.

### Activitats econòmiques
Dels 24 establiments que hi havia el 2007, 1 era d'una empresa de fabricació d'elements pel transport, 1 d'una empresa de fabricació d'altres productes industrials, 7 d'empreses de construcció, 8 d'empreses de comerç i reparació d'automòbils, 1 d'una empresa de transport, 1 d'una empresa d'informació i comunicació i 5 d'empreses de serveis.
Dels 5 establiments de servei als particulars que hi havia el 2009, 1 era un paleta, 1 fusteria, 2 electricistes i 1 empresa de construcció.
L'any 2000 a Savas-Mépin hi havia 26 explotacions agrícoles que ocupaven un total de 672 hectàrees.

## Equipaments sanitaris i escolars
El 2009 hi havia una escola elemental.

## Poblacions més properes
El següent diagrama mostra les poblacions més properes.